# Pikrynian amonu
Pikrynian amonu – organiczny związek chemiczny, sól kwasu pikrynowego i amoniaku. Stosowany jako materiał wybuchowy mało wrażliwy na uderzenia (w przeciwieństwie do nitrogliceryny), zapalający się od otwartego płomienia (podobnie jak proch czarny).
Używany jest do mieszanin pirotechnicznych, np.
- 72,5% azotanu amonu i 27,5% pikrynianu amonu (mieszanina J.M. Czelcowego z końca XIX wieku)
- 57% azotanu potasu i 43% pikrynianu amonu (proch pikrynowy)
- 55% pikrynianu amonu, 25% pikrynianu potasu i 20% dichromianu amonu (proch złoty lub złoty pył)

W Stanach Zjednoczonych w 1901 roku wprowadzono go pod nazwą Explosive D lub Dunnite i stosowano w pociskach artyleryjskich, ze względu na domniemaną bardzo wysoką odporność na uderzenia. Na początku XX wieku wykazano, że jest on wrażliwszy na uderzenia niż trotyl.
| Pikrynian amonu              | Pikrynian amonu   |
| ---------------------------- | ----------------- |
| Rok odkrycia                 | 1841              |
| Energia wybuchu              | 3,3 MJ/kg         |
| Zdolność krusząca            | 250 cm³ Pb na 10g |
| Maksimum ciśnienia detonacji | brak danych       |
| Prędkość detonacji           | 7,15 km/s         |
| Gęstość odpowiadająca Vdet   | 1,70 g/cm³        |
| Temperatura detonacji        | 320 °C            |
| Wrażliwość na uderzenie      | mała              |
| Objętość produktów gazowych  | 680 dm³/kg        |
| Temperatura podczas wybuchu  | brak danych       |